# Launaea arborescens
Espèce
Launaea arborescens est une espèce de plantes à fleurs du genre Launaea et de la famille des astéracées. Elle se répartit dans les régions méditerranéennes à bioclimat saharien, mais on peut aussi la retrouver dans un bioclimat aride.

## Synonymes
- Zollikoferia arborescens Batt.
- Sonchus freynianus Huter
- Launaea freyniana Huter
- Zollikoferia arborescens var. cerastina Chabert
- Launaea melanostigma Pett.
- Prenanthes spinosa T.E.Bowdich

### Noms vernaculaires
Aulaga majorera aux îles Canaries.

## Description
C'est une plante buissonnante pouvant atteindre 1 mètre de haut.

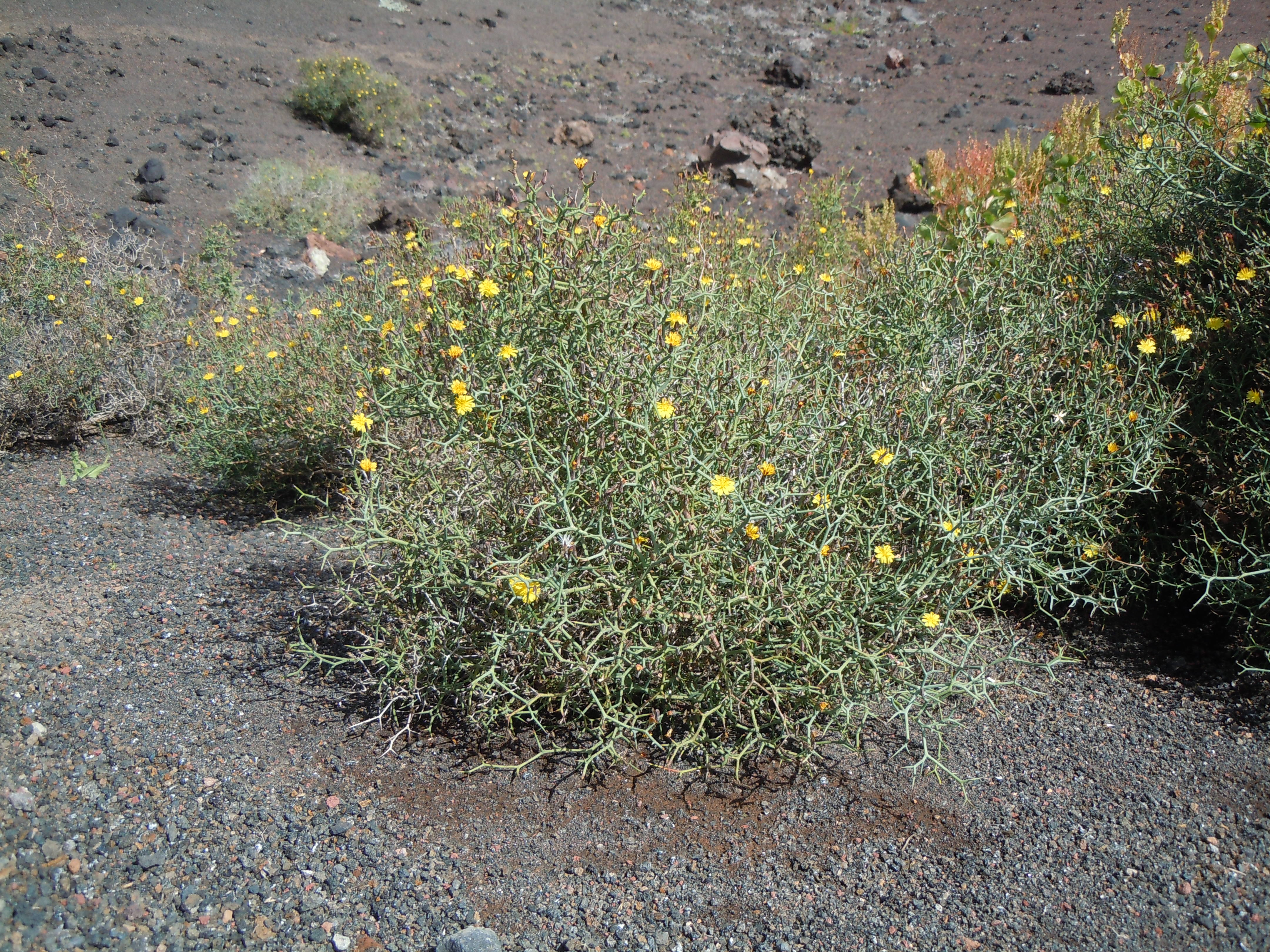
Launaea arborescens à Lanzarote.

## Répartition
Îles Canaries, Minorque, Maroc, Mauritanie, Algérie.

## Composition chimique
L'analyse chimique par les techniques de spectrométrie de masse et RMN ont permis d'identifier 6 terpenoïdes sur les parties aériennes et souterraines de la plante :
- 3β-Hydroxy-11α-ethoxy-olean-12-ene
- 9α-Hydroxy-11β,13-dihydro-3-epizaluzanin C
- 9α-Hydroxy-4α,15-dihydro zaluzanin C
- 3β, 14-Dihydroxycostunolide-3-O-β-glycopyranoside
- 3β,14-Dihydroxycostunolide-3-O-β-glucopyranosyl-14-O-p-hydroxyphenylacetate
- 8-Deoxy-15-(3′-hydroxy-2′-methyl-propanoyl)-lactucin-3′-sulfate[2].